# Anders Wistbacka
Bo Anders Wistbacka, född 10 december 1964 i Solna församling, Stockholms län, är en svensk TV-producent som bland annat producerat Kontroll, det prisbelönta FC Z, Yippee Ki-Yay, Stor i Japan, Fuskbyggarna och Maestro.
Sedan 2023 är han projektledare för Melodifestivalen.

## Producent
- 2004–2005 – Kontroll
- 2005–2007 – FC Z
- 2010 – Fuskbyggarna
- 2011 – Maestro

### Projektledare
- 2023 – Melodifestivalen[3]